# Ahn-Plugged
Ahn-Plugged è il terzo album delle Ahn Trio, pubblicato il 15 agosto 2000.

## L'album
A partire da Ahn-Plugged le Ahn Trio intraprenderanno più ampie sonorità, attingendo alcune influenze dal crossover. L'album infatti non contiene solo brani di musica contemporanea come i precedenti lavori, ma anche brani di tutt'altro genere, come il jazz e l'elettronica: infatti è presente la famosa This Is Not America, composta dalla rockstar David Bowie e dai musicisti jazz Pat Metheny e Lyle Mays; tra le opere di musica contemporanea appaiono composizioni di Eric Ewazen (insegnante delle sorelle Ahn alla Juilliard School), Leonard Bernstein, Michael Nyman e Ástor Piazzolla.

## Lista tracce
1. Concerto for Piano Trio and Percussion - 1996 (Eric Ewazen) – 6:38
2. Oblivion (Michael Nyman) – 6:09
3. Trio for Violin, Cello & Piano - 1937: I. Adagio non troppo - Allegro vivace (Leonard Bernstein) – 7:52
4. Trio for Violin, Cello & Piano - 1937: II. Tempo di Marcia (Bernstein) – 3:40
5. Trio for Violin, Cello & Piano - 1937: III. Largo - Allegro vivo e molto ritmico (Bernstein) – 4:53
6. Slow Dance - 1996 (Ewazen) – 9:23
7. Primavera Porteña (Ástor Piazzolla) – 4:26
8. The Diamond World - 1998 (Ewazen) – 7:16
9. The Heart Asks Pleasure First (Nyman) – 3:09
10. This Is Not America (David Bowie, Pat Metheny, Lyle Mays) – 5:34

## Formazione
- Lucia Ahn – pianoforte
- Angella Ahn – violino
- Maria Ahn – violoncello

Altri musicisti
- Brian Resnick – percussioni in Concerto for Piano Trio and Percussion - 1996, Oblivion, Primavera Porteña e The Diamond World - 1998
- Matthew Gold – percussioni in Concerto for Piano Trio and Percussion - 1996, Oblivion, Primavera Porteña e The Diamond World - 1998